# 北川弘美
北川 弘美（きたがわ ひろみ、1981年2月2日 - ）は、日本のタレント・女優・グラビアモデル。京都府出身。HONEST所属。2021年までオスカープロモーションに所属していた。

## 来歴
- 「'97 プチセブン 読者モデルオーディション モデルクラブ賞」受賞（同誌5月15日・6月1日合併号で発表）。
- 「'98 オスカーグラビアグランプリ」受賞。
- 「'98 ユニチカ サマーキャンペーンガール」(高校時代に、姉が応募した地元の髙島屋の水着ショーに出場[3])
- 「CanCam 専属モデル」
- 2016年2月2日（35歳の誕生日）に一般男性と結婚[4]。2018年1月6日、妊娠を発表[5]。5月8日、第1子出産を報告した[6]。2019年3月16日、第2子妊娠を報告[7]。8月22日、第2子男児の出産を報告[8]。
- 2021年7月1日、所属事務所オスカープロモーションを退所したことを発表した[2]。あわせて、YouTubeチャンネルを開設したことを報告[2]。
- 2022年6月から台湾に移住[9]。

## 人物
- ユニチカキャンペーンガール当時のプロフィール上で「1978年生まれ」となっていた事がある。
- TBS系ドラマ『夢で逢いましょう』で共演した矢田亜希子とは仲が良い。
- 熱烈な阪神タイガースファンで、2軍選手の動向もチェックしている[10]。
- 好物はらっきょう。
- 父は京都市西京区で書店を経営していた。
- 新山千春とは高校の同級生である[11]。
- 世界の果てまでイッテQに出川ガールとして初期の準レギュラーだった。出川に対し厳しい態度を取っていたことから、「ドSの女王」と字幕にされ、その言動から出川からは「姫」と呼ばれていた。
- 神経質バラエティー 心配さんに出演した際に、同じ事務所に所属している稲田奈緒と共に、あめ食い競争をやらされて粉まみれになった。

## 作品

### 映像作品
- Pride（2002年、ハピネット・ピクチャーズ）リージョン2・4:3画面・50分
- 北川弘美 Private Eyes 〜新たなる挑戦〜（2006年、ポニーキャニオン）リージョンフリー・スコープサイズ・48分

## 出演

### テレビドラマ
- 美少女H2 第6話、第16話、最終話（1998年 - 1999年、フジテレビ系）
- ナオミ（1999年4月 - 6月、フジテレビ系） - 相田夏美 役
- Vの嵐（1999年10月11日 - 10月29日、フジテレビ系） - 相葉美和 役[12]
- 伝説の教師（2000年4月 - 6月、日本テレビ系）
- ドラマ30「コンビにまりあ」（2001年4月 - 5月、CBC制作・TBS系） - 主演・花巻まりあ 役
- 氷点2001（2001年7月 - 9月、テレビ朝日系）
- 救命病棟24時 (第2期) 第8話（2001年8月21日、フジテレビ系） - 坂井千鶴 役
- スタアの恋（2001年10月 - 12月、フジテレビ系） - 阿野妙子 役
- 婚外恋愛（2002年1月 - 3月、テレビ朝日系） - 松村智美 役
- 夢のカリフォルニア（2002年4月 - 6月、TBS系） - 遠山清美 役
- ショムニFINAL（2002年7月 - 9月、フジテレビ系） - 島倉若菜 役
- ショムニ FOREVER（2003年1月1日、フジテレビ） - 島倉若菜 役
- アシ!（2003年1月、テレビ朝日系）
- OL銭道（2003年4月 - 6月、テレビ朝日系） - 田中ジェニー昌美 役
- ひと夏のパパへ（2003年7月 - 9月、TBS系） - 安西わか菜 役
- ミニモニ。でブレーメンの音楽隊（2004年、NHK教育） - 黒田小夜子 役
- バツ彼（2004年、TBS系） - 森下美加 役
- スカイハイ2（2004年、テレビ朝日系） - 吉村ひとみ 役
- 霊感バスガイド事件簿（2004年、テレビ朝日系） - 常田エミ 役
- ミステリー民俗学者 八雲樹（2004年10月 - 12月、テレビ朝日系） - 五十嵐理沙 役
- 87%・私の5年生存率（2005年1月 - 3月、日本テレビ系） - 神部みなみ 役
- 古都（2005年2月、テレビ朝日系） - 真砂子 役
- 夢で逢いましょう（2005年4月 - 6月、TBS系） - 上野彩 役
- おとなの夏休み（2005年7月 - 9月、日本テレビ系） - 葵里奈 役
- 嬢王（2005年10月 - 12月、テレビ東京系） - 主演・藤崎彩 役
- 喰いタン（2006年、日本テレビ系） - 榊冴子 役
- 吉祥天女（2006年4月15日-6月24日、テレビ朝日系） - 叶浮子 役
- 弁護士のくず 第3話（2006年4月、TBS系） - 瀬能セリ 役
- クピドの悪戯 虹玉（2006年10月 - 12月、テレビ東京系） - 主演・桐生麻美 役
- 浅草ふくまる旅館（2007年1月 - 3月・10月-12月、TBS系） - 百瀬圭子 役
- 藤沢周平時代劇 よろずや平四郎活人剣（2007年4月 - テレビ東京系） - 早苗 役
- 素浪人 月影兵庫（2007年8月 - テレビ朝日系） - お美代 役
- ヅラ刑事 頭上最大の決戦（2007年10月、フジテレビ系） - ヌーブラ刑事・空本明美 役
- 斉藤さん（2008年1月 - 3月、日本テレビ系） - 小倉奈美 役
- 水曜ミステリー9 （テレビ東京系 / BSジャパン）
  - 「信濃のコロンボ事件ファイル16 願望の連環」（2008年6月25日） - 滝口聖子 役
  - 「監察医・篠宮葉月 死体は語る」第7作、第10～15作（2011年 - 2014年） - 坂巻仁美 役
  - 「捜査検事・近松茂道11 越中富山こきりこ哀歌」（2012年2月15日） - 関根由美子 役
- 陽炎の辻2〜居眠り磐音 江戸双紙〜（2008年9月 - 11月、NHK総合） - お佐紀 役
- 月曜時代劇「主水之助 七番勝負」第1話（2008年 テレビ東京系） - 千早 役
- メイちゃんの執事（2009年1月 - 3月、フジテレビ系） - 仲本美冬 役
- 陽炎の辻3〜居眠り磐音 江戸双紙〜（2009年4月 - 8月、NHK総合） - お佐紀 役
- 松本清張生誕100年記念作品・駅路（2009年4月11日、フジテレビ系） - 呼野優子 役
- 木曜ナイトドラマ「LOVE GAME」第1話（2009年4月23日、読売テレビ制作・日本テレビ系） - 滝沢由布子 役
- ハンチョウ〜神南署安積班〜 第8話（2009年6月1日、TBS系） - 木本弥生 役
- おひとりさま（2009年10月 - 12月、TBS系） - 佐々木麻衣 役
- 嬢王 Virgin 最終話（2009年12月18日、テレビ東京系） - 藤崎彩 役
- 陽炎の辻スペシャル〜居眠り磐音 江戸双紙〜（2010年1月1日、NHK総合） - お佐紀 役
- 絶対零度 〜未解決事件特命捜査〜（2010年4月 - 6月、フジテレビ系） - 大森紗英 役
- 経済ドキュメンタリードラマ ルビコンの決断（2010年4月29日、テレビ東京系）
- アザミ嬢のララバイ（2010年5月19日、毎日放送） - 川東彩乃 役
- 愛はみえる〜全盲夫婦に宿った小さな命（2010年9月3日、フジテレビ系） - 鹿島友佳 役
- 月曜ゴールデン・月曜名作劇場 （TBS系）
  - 「おふくろ先生の診療日記3」（2010年9月20日） - 立川唯 役
  - 「赤かぶ検事奮戦記3」（2011年11月14日） - 益川愛美 役
  - 「捜査指揮官 水城さや」シリーズ（2013年1月28日 - 2015年5月25日） - 渡辺愛子 役
  - 「駅弁刑事・神保徳之助8」（2014年5月5日） - 夏目あずさ 役
  - 「捜し屋★諸星光介が走る!7」（2014年8月11日） - 片岡沙織 役
  - 「北海道警察4」（2015年9月21日） - 森崎洋子 役
  - 「信濃のコロンボ4」（2017年4月24日） - 丸岡一枝 役
- 水戸黄門第42部 第2話「許すな相撲をけがす奴 -諏訪-」（2010年10月18日、TBS系） - お初 役
- 流れ星（2010年10月 - 12月、フジテレビ系） - 中島留美（看護師）役
- 最上の命医（2011年1月 - 3月、テレビ東京系） - 前田泉 役
- 遺留捜査 第6話（2011年5月18日、テレビ朝日系） - 水沢成美 役
- 絶対零度〜特殊犯罪潜入捜査〜（2011年7月 - 9月、フジテレビ系） - 大森紗英 役
- ドラマ特別企画「居酒屋もへじ」（2011年9月25日、TBS系） - 川端澄子 役
- 秘密諜報員 エリカ 第7話（2011年11月17日、読売テレビ制作・日本テレビ系） - 佐伯美咲 役
- 科捜研の女 第11シリーズ 第12話（2012年2月9日、テレビ朝日系） - 竹井静子 役
- 三毛猫ホームズの推理 第3話（2012年4月28日、日本テレビ系） - 永江有恵 役
- ビブリア古書堂の事件手帖（2013年1月 - 3月、フジテレビ系） - 横田奈津実 役
- そんなこんなで女は走る（2013年3月17日、東海テレビ制作・フジテレビ系） - 大矢典子 役
- 確証〜警視庁捜査3課 第10話（2013年6月17日、TBS系） - 峰岸涼子 役
- 黒い報告書 女と男の事件ファイルIII「誤解」 第六の報告書「便利な女」（2013年7月6日、BSジャパン） - 安田雅子 役
- 新・ミナミの帝王「銀次郎、ついに逮捕!?」(2014年1月5日、関西テレビ制作・フジテレビ系） - 大橋寅絵 役
- 大東京トイボックス（2014年1月 - 3月、テレビ東京系） - 谷崎七海 役
- 戦力外捜査官（2014年1月 - 3月、日本テレビ系） - 金城斗志美 役
- 松本清張 黒い福音〜国際線スチュワーデス殺人事件〜（2014年1月19日、テレビ朝日系） - 吉崎文香 役
- セルワールド　細胞の世界　宇宙人調査員細川の人体最終報告（前編・後編）（2014年9月20日・27日、NHK-BSプレミアム） - 生田凜子 役
- 別れたら好きな人（2015年9月 - 11月、東海テレビ制作・フジテレビ系） - 木原三子 役
- ぼくのいのち（2016年3月23日、読売テレビ・日本テレビ） - 雪絵 役[13]
- 土曜ワイド劇場「広域警察8 ママを殺した犯人捕まえて!! 河口湖～富士山～土肥温泉を巡る殺人事件」（2017年1月14日、朝日放送制作・テレビ朝日系） - 沢村美雪 役
- 顔だけ先生 第10話（2021年12月11日、東海テレビ制作・フジテレビ系） - 三条由美子 役

### 情報・バラエティ
- めざましテレビ（フジテレビ）
- ぷっちぬき（テレビ東京）
- 世界バリバリ★バリュー（毎日放送）
- たかじんONE MAN（毎日放送）
- ドライブ A GO!GO!（テレビ東京）
- 新・クイズ日本人の質問（NHK総合）
- バラエティー生活笑百科（NHK総合）
- なるトモ!（読売テレビ）
- ナンボDEなんぼ（関西テレビ）
- たかじん胸いっぱい（関西テレビ）
- たかじんのそこまで言って委員会（読売テレビ）
- 世界の果てまでイッテQ!（日本テレビ）
- 金曜かきこみTV（2006年、NHK教育テレビ）
- 太田光の私が総理大臣になったら…秘書田中。（日本テレビ）
- 日本史サスペンス劇場 再現ドラマ（日本テレビ）
  - （2008年10月15日） - 吉乃役
  - （2009年2月4日） - 細川ガラシャ役
  - 衝撃!女たちは目撃者（2009年8月18日） - 宇野千代役
- 未来創造堂（2008年12月5日、日本テレビ）
- 競技かるた名人戦（2009年1月10日、NHK教育テレビ）
- 『ぷっ』すま（2009年1月13日、テレビ朝日）
- もしものシミュレーションバラエティ お試しかっ!（2009年3月9日、テレビ朝日）
- チュー'sDAYコミックス 侍チュート!（2009年4月7日、毎日放送）
- VS嵐（2009年9月12日、フジテレビ）
- easy sports（2009年10月19日 - 10月23日、テレビ朝日）
- クイズ!紳助くん（2009年12月7日、朝日放送）
- いい旅・夢気分（2010年5月19日、テレビ東京） - 佐藤藍子と共に旅人。
- 奇跡体験!アンビリバボー（2010年5月20日、フジテレビ）
- ニッポン インポッシブル（2010年10月26日、フジテレビ）
- 有田&山崎のひきだし太郎（2011年1月7日、テレビ東京）
- ハケンOLは見た!（2011年1月17日、テレビ東京）
- 和風総本家（2011年2月17日、テレビ大阪）
- run for money 逃走中（2011年4月10日、フジテレビ） - クロノス社助手・望月ミレイ 役
- 鶴瓶のスジナシ!（2011年7月21日、CBC）
- 水戸黄門〜伝統工芸漫遊記〜（2012年7月6日、BS-TBS）
- ウラマヨ!（2013年1月12日、関西テレビ）
- めざせ！会社の星（2013年1月26日、2月2日、NHK教育テレビ）
- 道の駅駅伝（テレビ東京）
  - 第4回（2014年5月10日）（富士五湖〜箱根〜伊豆半島300km！） - 第一走者
  - 第5回（2015年3月21日）（房総半島ぐるり！激走250キロ） - 第三走者
- セル ワールド「宇宙人調査員細川の人体最終報告」（2014年9月20日、2015年1月28日、NHK BSプレミアム）
- 趣味Do楽『レンズで見つける！わたしの京都』〜女子のカメラ&ライフレッスン〜（2015年2月 - 3月、NHK）
- 森永製菓おいしい青汁インフォマーシャル番組

### ラジオ
- 加藤浩次の吠え魂 （2009年1月30日、TBSラジオ）
- また×2ゴチャ・まぜっ!（2010年7月10日 - 、MBSラジオ）
- EMOTIONAL BEAT 〜弘美のI'm home （毎月第1土曜日 16:00 - 17:00 レインボータウンエフエム放送）

### 映画
- ピンチランナー（2000年、東映）
- 悪魔が棲む家2001（2001年、日本スカイウェイ、パル企画）
- 時の香り〜リメンバー・ミー〜（2001年、角川映画）
- LADY DROP（2002年、ウィザードピクチャーズ）主演
- 親父（2007年、チェイスフィルム エンターテインメント） - 沼田洋子 役
- バニラボーイ トゥモロー・イズ・アナザー・デイ（2016年、クロックワークス） - 飯塚立子 役

### CM
- 日本香堂（2013年、「喪中見舞い」編（共演：笹野高史）

### 舞台
- 藤沢周平原作「蝉しぐれ」（2008年5月、明治座 ヒロイン・ふく役）
- 時代劇版 １０１回目のプロポーズ（2012年3月、博多座）
- テトラクロマット第3回公演「風は垂てに吹く」（2016年8月18日~23日、吉祥寺シアター） - 主演・蒼井夏月 役

## 書籍

### 写真集
- Hiromi is.―北川弘美写真集（2000年、近代映画社、撮影：山内順仁） ISBN 978-4-76-481918-4
- Pride―北川弘美写真集（2001年、角川書店、撮影：渡辺達生） ISBN 978-4-04-853426-0

### 新聞
- 朝日新聞　2008年7月29日付、特集・be Extra「『恋愛』読んで劇的体験」 吉田修一と対談
- 東京新聞ほっとweb 北川弘美の東京体験（月1回更新・全6回）
- 東京新聞ほっとweb 北川弘美の東京銭湯物語（2015年3月-、月1回更新）